# Castelo de Peleș
O Castelo de Peleș (em romeno: Castelul Peleș; AFI: /kas'te.lul 'pe.leʃ/) é um castelo-palácio de estilo neorrenascença situado nas montanhas dos Cárpatos, perto da cidade de Sinaia, na região histórica da Munténia, Roménia. Situa-se numa rota cuja existência remonta pelo menos à Idade Média que liga a Valáquia à Transilvânia. Fica 7 km a norte-noroeste de Sinaia, 45 km a sul de Braşov e 130 km a noroeste de Bucareste (distâncias por estrada). O castelo faz parte dum conjunto monumental a que pertencem também os vizinhos Castelo de Pelișor e pavilhão de caça de Foișor.
O castelo começou a ser construído em 1873, pelo então príncipe Carlos de Hohenzollern-Sigmaringen, que se tornaria rei da Roménia em 1877, quando foi declarada a independência. Foi inaugurado em 1883, mas as obras só terminaram em 1914.

## História
Quando o futuro rei Carlos visitou pela primeira vez o local onde se situa agora o castelo, em 1866, apaixonou-se pela magnífica paisagem de montanha. Em 1872 a Coroa comprou 1 300 km² de terras junto do rio Piatra Arsă, um afluente do Prahova. A propriedade foi batizada Herdade Real de Sinaia. O rei encomendou a construção duma reserva real de caça e duma residência de verão na herdade. A primeira pedra do castelo foi colocada em 22 de agosto de 1873. Em paralelo com a construção do castelo foram erigidos vários edifícios complementares, como os alojamentos dos guardas, o edifício do economato, as cavalariças, o pavilhão de caça de Foișor e uma central elétrica (Peleș foi o primeiro castelo do mundo a dispor de energia elétrica produzida na sua totalidade localmente).
Os primeiras plantas propostas eram cópias de outros palácios da Europa Ocidental. O rei Carlos rejeitou-as todas por serem pouco originais e implicarem custos muito elevados. O projeto foi ganho pelo arquiteto alemão Johannes Schultz apresentando uma planta mais original, que foi de encontro ao gosto do rei: um grande castelo palaciano alpino que combinava diversas caraterísticas dos estilos clássicos europeus, com a elegância da arquitetura italiana e a estética alemã, com linhas renascentistas. O arquiteto silesiano Carol Benesch também dirigiu as obras. A construção do castelo envolveu entre 300 e 400 operários. Durante as obras, a rainha Isabel escreveu no seu diário:
| “ | Os italianos eram pedreiros, os romenos construíam terraços, os ciganos eram coolies. Os albaneses e gregos, trabalhavam em pedra, os alemães e húngaros eram carpinteiros. Os turcos coziam tijolo. Os engenheiros eram polacos e os escultores de pedra eram checos. Os franceses desenhavam, os ingleses mediam e por isso podiam ver-se centenas de trajes nacionais e catorze línguas nas quais falavam, cantavam, praguejavam e discutiam em todos os dialetos e tons, uma alegre mistura de homens, cavalos, carroças e búfalos domésticos. | ” |

Durante a construção, Carlos e Isabel viveram na Villa de Foișor, onde também residiram o rei Fernando e a rainha Maria durante a construção do Castelo de Pelișor. As obras abrandaram ligeiramente durante a Guerra de Independência da Roménia contra o Império Otomano, em 1877–1878, mas pouco depois os planos cresceram em dimensão e a construção foi bastante rápida. O baile de inauguração do castelo ocorreu em 7 de outubro de 1883. O rei Carlos II, filho de Fernando e sobrinho-neto de Carlos I, nasceu em Pelișor em 1893, dando significado ao epíteto dado ao castelo por Carlos I: "berço da dinastia, berço da nação". Carlos II viveu no castelo em diversos períodos do seu reinado.
As obras realizadas entre 1893 e 1914 foram dirigidas pelos arquiteto checo Karel Liman, que desenhou as torres, nomeadamente a central, que tem 66 metros de altura. O edifício Sipot, onde Liman instalou a direção das obras, foi construído depois. Liman também supervisionou a construção do vizinho Castelo de Pelișor, erigido entre 1889 e 1903, que depois seria a residência do rei Fernando I (r. 1914–1927) e da sua esposa Maria de Saxe-Coburgo-Gota, e da villa do rei Fernando no Royal Sheepfold Meadow.
Depois da abdicação forçada de Miguel I em 1947, o regime comunista nacionalizou todas as propriedades da família real, incluindo a herdade de Peleș. Durante um curto período, o castelo esteve aberto como atração turística e serviu como local de recreação e descanso de personalidades ligadas á cultura romena. Em 1953 o castelo foi declarado museu. Nicolae Ceaușescu encerrou toda a herdade em 1975, declarando-a "Área de Interesse do Protocolo do Estado", onde só estavam autorizados a entrar militares e pessoal de manutenção. Ceauşescu não gostava muito do castelo e raramente o vistou. Na década de 1980, uma parte da madeira usada na construção foi infestada por  Serpula lacrymans
Em 1990, após a queda do regime comunista no ano anterior, os castelos de Peleș e de Pelişor foram reabertos ao público. Atualmente a villa de Foişor é uma residência do presidente da Roménia, os edifícios do economato e dos alojamentos da guarda são hotéis e restaurantes. Alguns dos outros edifícios na propriedade de Peleș foram convertidos em villas turísticas e outros em "edifícios do protocolo do Estado".[carece de fontes?] Em 2006, o governo romeno anunciou a restituição do castelo ao antigo monarca Miguel I, o que se concretizou em 2008. No entanto, Miguel I declarou que queria que o castelo continuasse a ser um museu nacional, não obstante poder ser usado ocasionalmente para cerimónias públicas organizadas pela família real,[carece de fontes?] a quem o governo romeno passou a pagar uma renda. A propriedade do recheio do castelo continua a ser do Estado romeno, pois só a posse dos imóveis é que foi devolvido à família real. A 10 de maio de 2016, por ocasião do Dia da Independência da Roménia e da comemoração dos 150 da dinastia real romena, o estandarte pessoal da princesa Margarida foi hasteado no castelo pela primeira vez desde 1947.
Ao longo da sua história, o castelo teve como hóspedes personalidades importantes, como membros da realeza, políticos e artistas. Uma das visitas mais memoráveis foi a do imperador Francisco José I da Áustria-Hungria, em 2 de outubro de 1896, que depois escreveu numa carta:
| “ | O Castelo Real entre outros monumentos, está rodeado por paisagem extremamente bonita com jardins construídos em terraços, tudo à beira de florestas denas. O castelo em si é muito impressionante pelas riquezas que tem acumuladas: pinturas antigas e novas, mobília antiga, armas, toda a espécie de raridades artísticas, tudo arrumado com bom gosto. Fizemos uma longa caminhada nas montanhas, depois fizemos um piquenique na erva verde, rodeados por música cigana. Tirámos muitas fotografias e o ambiente era extremamente agradável. | ” |

Artistas como George Enescu, Sarah Bernhardt, Pablo de Sarasate, Huberman, Jacques Thibaud, Pierre Loti e Vasile Alecsandri foram hóspedes convidados frequentes da rainha Isabel (ela que era também uma escritora que escreveu com o pseudónimo de Carmen Sylva). Em tempos mais recentes, muitos dignitários estrangeiros visitaram o castelo, como Richard Nixon, Gerald Ford, Muammar al-Gaddafi e Yasser Arafat.

## Descrição

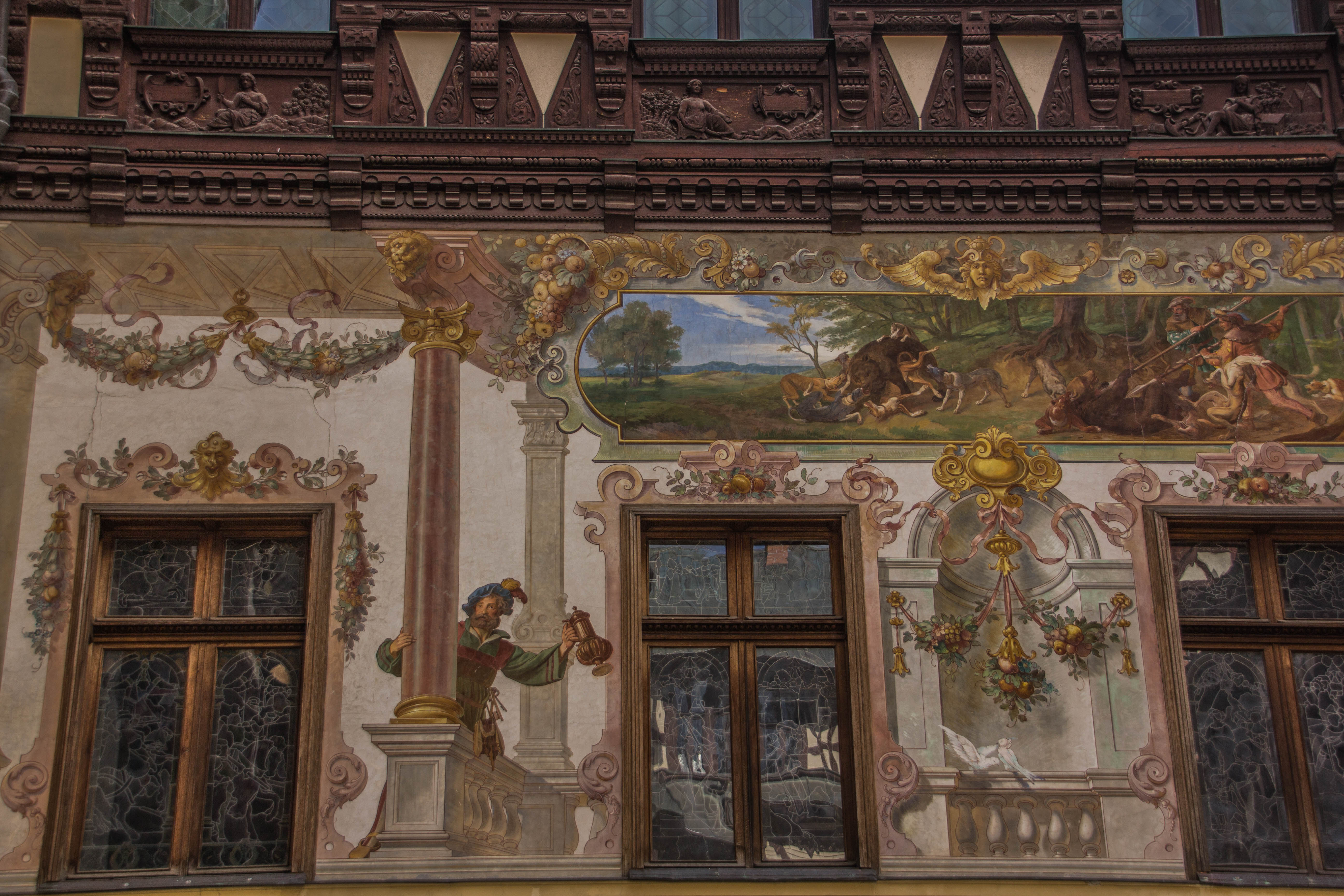
Parede do pátio interior

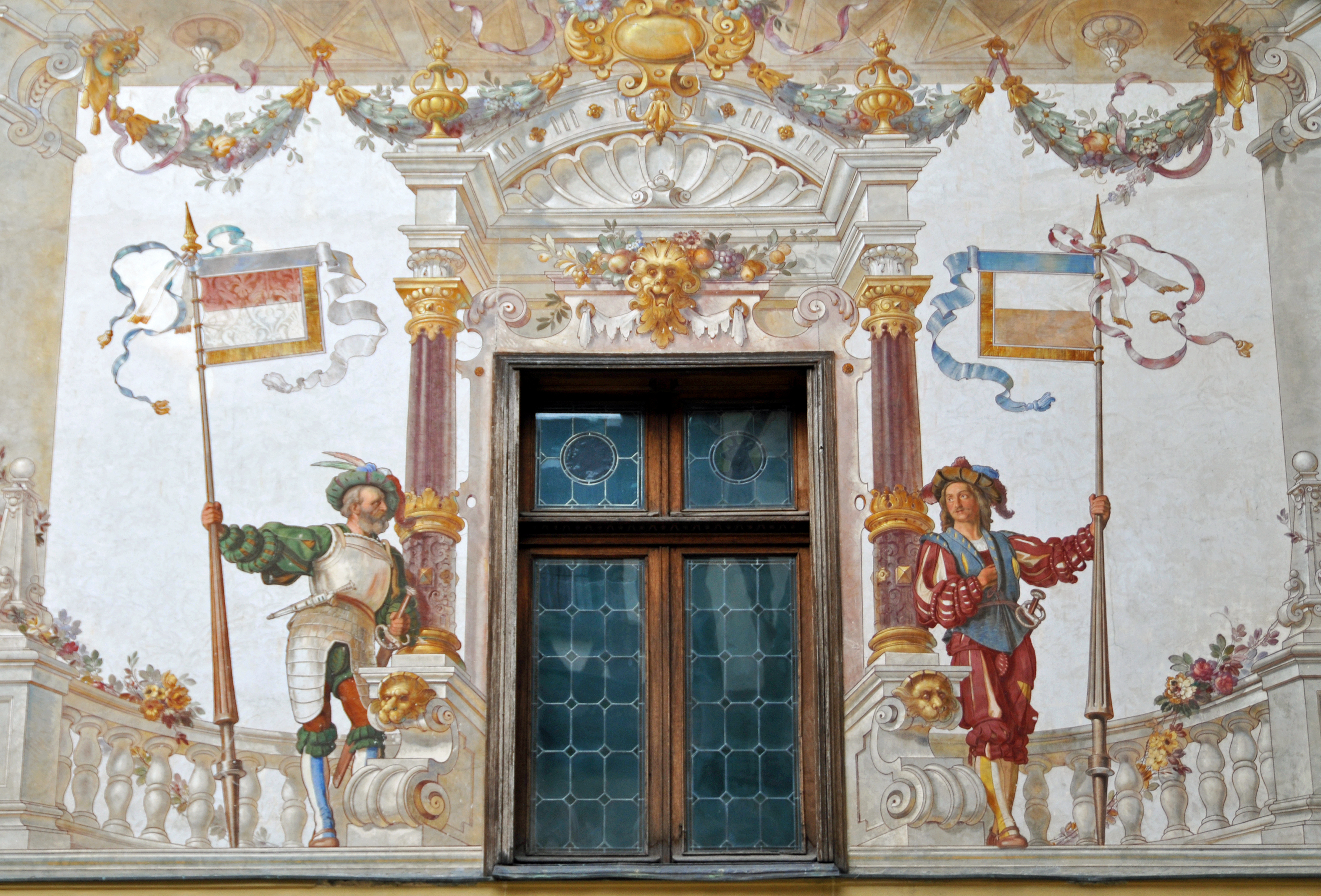
Parede do pátio interior

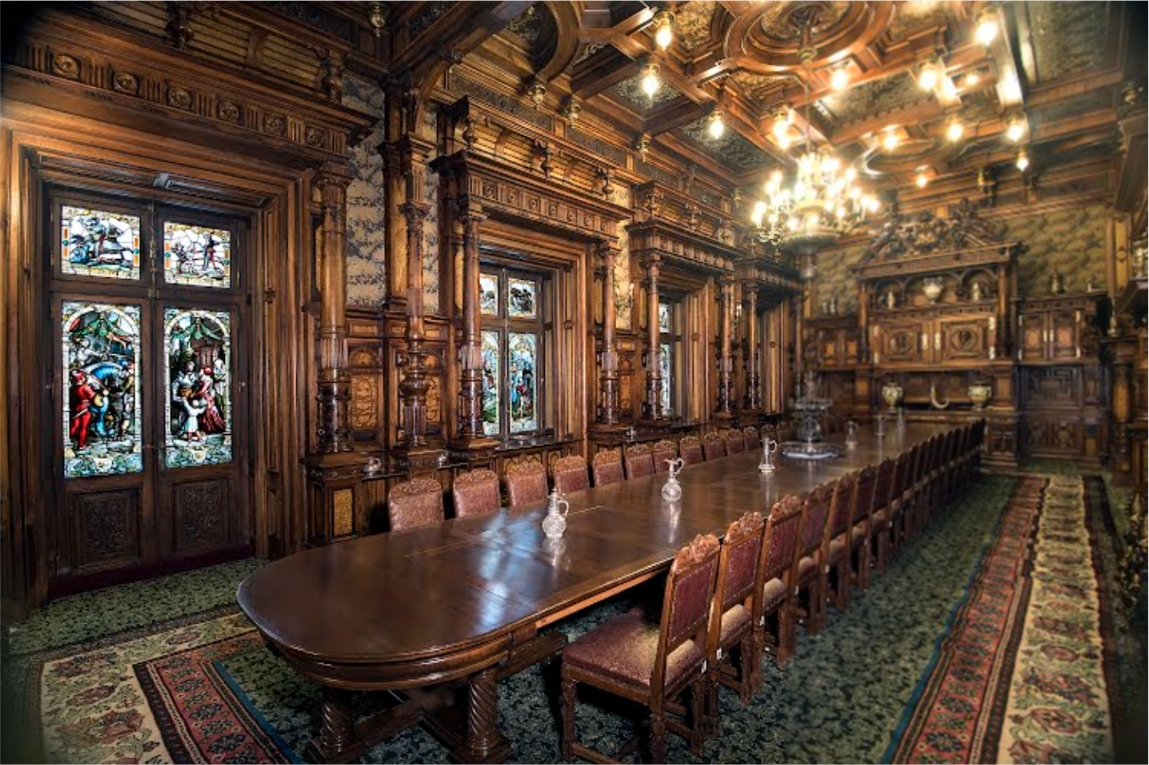
Sala de jantar

Pela sua forma e função, Peleș é um palácio, embora seja usualmente chamado castelo. O seu estilo arquitetónico é uma mistura de inspiração romântica de neorrenascença com gótico revivalista, similar ao Castelo de Neuschwanstein na Baviera. Tem também influências saxãs, que se podem observar nas fachadas do pátio interior, que têm pinturas murais alegóricas e fachwerk (enxaiméis) ornamentados similares aos que se vêm nas casas alpinas do norte da Europa. A decoração do interior apresenta influências sobretudo barrocas, com madeiras pesadas muito esculpidas e tecidos requintados.
O palácio cobre uma área de 3 200 m² e tem 170 divisões, muitas decorados com temas culturais de diversos países do mundo (algo que também se encontra noutros palácios romenos, como o de Cotroceni, em Bucareste). Os temas variam conforme a função (gabinetes, bibliotecas, armarias ou galerias de arte) ou o estilo (florentino, turco, mourisco, francês, imperial, etc.). Todas as divisões estão mobiladas com extremo luxo e decoradas nos mais pequenos detalhes. Há 30 casas de banho. O castelo tem uma riquíssima e vasta coleção de arte da Europa oriental e central, que inclui estátuas, pinturas, mobiliário, vitrais, armas e armaduras, peças de ouro e prata, porcelana, tapeçarias e tapetes. A coleção de pinturas tem mais de 2 000 obras e a de armas e armaduras mais de 4 000 peças, divididas entre artefatos de guerra orientais e ocidentais, peças cermoniais e de caça, representativas de mais de quatro séculos. Os tapetes orientais tem várias origens, nomeadamente Bucara, Mossul, Saruque, Isparta e Esmirna. As porcelanas são de Sèvres e de Meissen; os couros são de Córdova. Umas das peças mais notáveis são de vidro pintado à mão, a maior parte delas de origem suíça.
Junto à entrada principal do castelo há uma estátua imponente do rei Carlos I da autoria do do escultor florentino Raffaello Romanelli. Nos sete jardins de estilo italiano neorrenascentista em terraços há numerosas estátuas, a maior parte em mármore de Carrara e da autoria do mesmo escultor. Nos jardins há também fontes, urnas, escadarias, leões, caminhos em mármore e outras peças decorativas.
| “ | Inaugurado em 1883, o Castelo de Peleș não é um local agradável só durante o verão; foi concebido para também ser um monumento nacional, destinado a conservar os troféus da vitória de Plevna, o que explica o seu estilo majestoso. O pátio do castelo — do tipo Bramante — com uma fonte no centro, no estilo Renascença mais apurado, surpreende agradavelmente o visitante. O pátio tem uma decoração alegre, feita de plantas e flores; em toda a volta, as fachadas são animadas com desenhos elegantes. O interior do castelo é uma verdadeira maravilha, devido à beleza e riqueza da madeira esculpida e as janelas com vitrais. Quando se entra no vestíbulo está-se na Escadaria de Honra, em frente aos governantes mais importantes da antiga Roménia: Santo Estêvão, o Grande e Miguel, o Valente. Numa atitude orgulhosa, envergando um boné de pele ou com a coroa de ouro nas suas mãos, impressionam pelas suas vestes brilhantes, nas quais o branco do arminho se mistura com o verde esmeralda ou o vermelho do grande manto. Nos lados direito e esquerdo dos dois monarcas, como cavaleiros servos, quadro escudeiros seguram os escudos das províncias romenas. Na biblioteca da rainha, acima dos grupos de crianças que simbolizam a poesia e a ciência, há uma imagem de Úlfilas (311–383), um governante religioso godo do lado norte do rio Danúbio, traduzindo a Bíblia na sua língua e trazendo a sua contribuição na difusão da Cristandade, um apóstolo cristão dos romanos, e a imagem de Dante Alighieri, o criador da poesia ocidental. Passando a biblioteca e entrando no dormitório, encontramos a imagem de Génios e Alegorias da Pintura e da Música, bem como uma série de temas lendários. No interior dos aposentos reservados aos convidados de honra, vários brasões brilhavam pela sua abundância heráldica, falando acerca dos antepassados da família real. Mas entre todos, as pinturas em vidro dos Castelo de Peleș são, sem qualquer dúvida, os mais profundos e brilhantes. Aqui, os temas são tirados da poesia de Vasile Alecsandri. | ” |
|   | — Angelo de Gubernatis (1840–1913), escritor e filólogo italiano que foi convidado da família real em Sinaia em 1898. |   |

### Salas mais notáveis

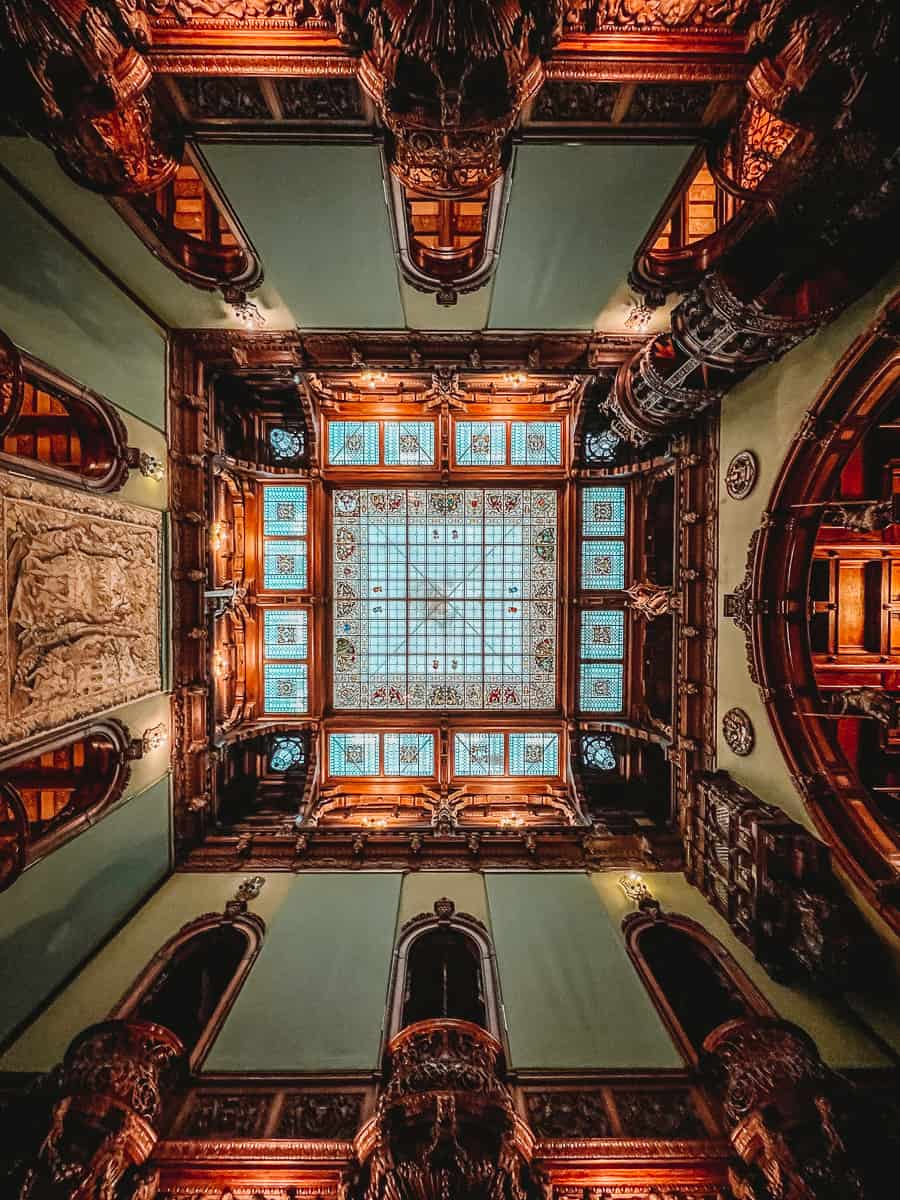
Sala de Honra

- Holul de Onoare (Sala de Honra) — só foi completamente finalizada em 1911, sob a orientação de Karel Liman. Ocupa três andares e as paredes estão cobertas por madeira requintadamente esculpida, a maior parte de nogueira e madeiras exóticas. A decoração inclui também baixos-relevos, esculturas em alabastro e painéis retráteis com vitrais.
- Apartamentul Imperial (Suite Imperial) — acredita-se que tenha sido um presente ao imperador austríaco Francisco José, que visitou o palácio na qualidade de amigo da família real romena. A decoração, da autoria de Auguste Bembe, é sumptuosa, de estilo barroco austríaco do tempo da imperatriz Maria Teresa. Destaca-se uma cobertura de parede em couro de Córdova trabalhado com mais de 500 anos, raríssimo pela sua qualidade e estado de coonservação.
- Sala Mare de Arme (Sala de Armas Grande) — onde estão expostas 1 600 das 4 000 armas e armaduras que existem no castelo. É uma das melhores coleções de objetos de guerra e de caça, com peças fabricadas entre os séculos XIV e XIX. Algumas das peças foram adicionadas pelo rei Carlos I após a sua vitória sobre os otomanos durante a guerra de independência. Especialmente famosas são a armadura maximiliana completa para cavalo e cavaleiro e uma broadsword de decapitação alemã de uso exclusivo por nobres. Também está exposta uma vasta variedade de armas de haste (archa, alabardas, lanças, etc.), de armas de fogo (mosquetes, bacamartes, espingardas, pistolas, etc.), espadas (rapieiras, sabres, broadswords, etc.), machados, bestas, etc.
- Sala Mică de Arme (Sala de Armas Pequena) — onde estão expostas principalmente armas e armaduras orientais, a maior parte delas indo-persas, otomanas e árabes, muitas delas com ornamentos de ouro e prata e incrustações de pedras preciosas. Há armaduras de cota de malha, capacetes, cimitarras, iatagãs, adagas, espingardas de mecha, lanças, pistolas, escudos e machados.
- Sala de Teatru (Sala de Teatro) — com 66 lugares e um camarote real, é decorada em estilo estilo Luís XIV. A decoração e pinturas murais são da autoria de
- Sala Florentină (Sala Florentina) — combina elementos revivalistas da Renascença italiana, sobretudo de Florença. As portas de bronze sólido, fabricadas na oficina de Luigi Magni de Roma, e a grande lareira de mármore, da autoria de Paunazio, com motivos de Miguel Ângelo, são especialmente impressionantes.
- Salonul Maur (Sala Mourisca) — construída sob a orientação de Charles Lecompte de Nouy, incorpora elementos norte-africanos e hispano-mouriscos. Tem mobília com embutidos de madrepérola, tapetes persas de Saruque e turcos de Isparta, além de armas orientais e uma fonte interior em mármore.
- Salonul Turcesc (Salão Turco) — cheio de tapetes de Esmirna e peças de cobre da Anatólia e da Pérsia, emula a joie de vivre otomana. As paredes estão cobertas com têxteis feitos à mão, como brocados de sede das lojas Siegert de Viena. Foi usado como sala de fumo de cavalheiros.

Um detalhe curioso é que os casais reais romenos partilhavam o mesmo quarto de dormir, algo pouco comum nas famílias reais dos séculos mais recentes.

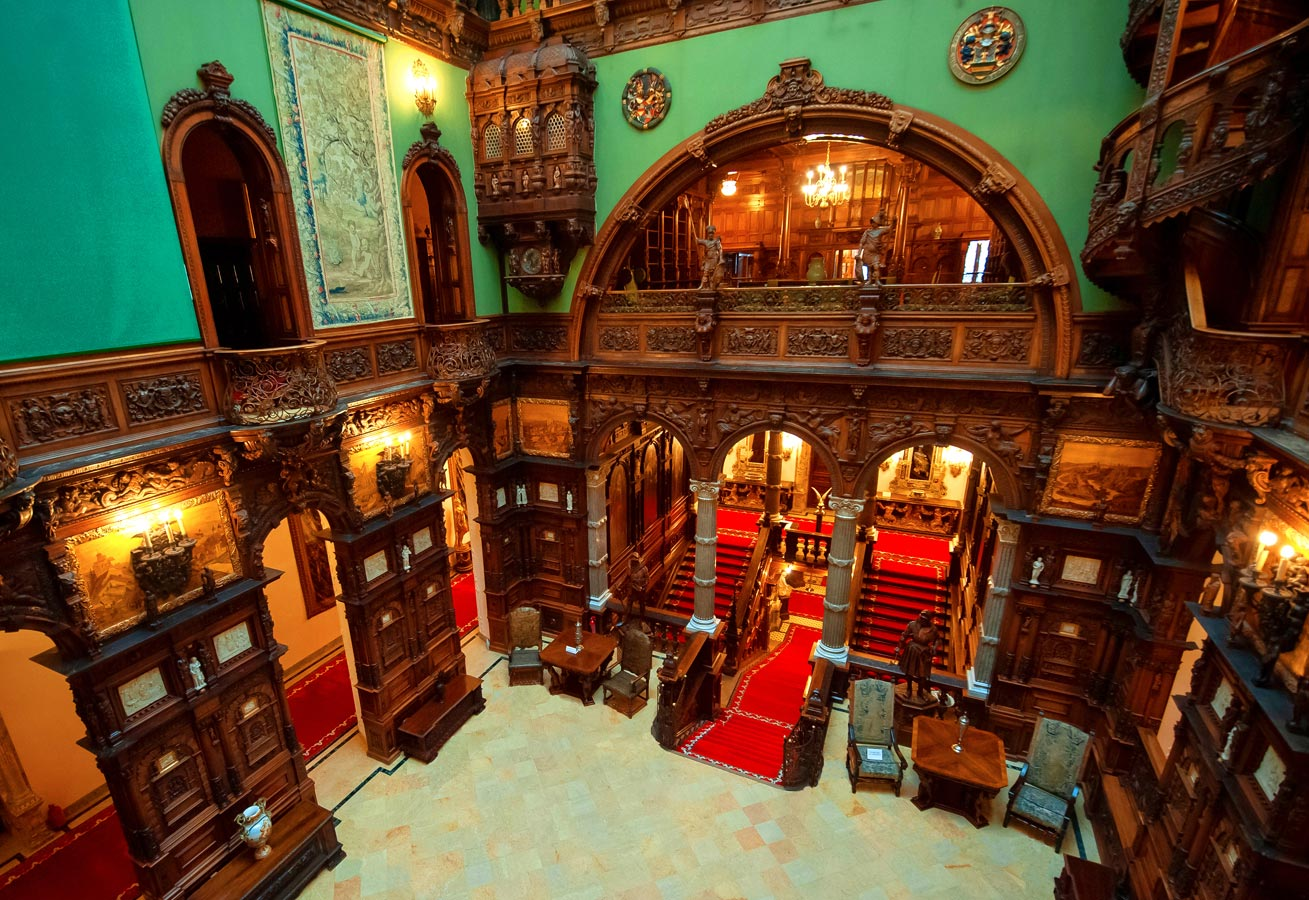
Sala de Honra
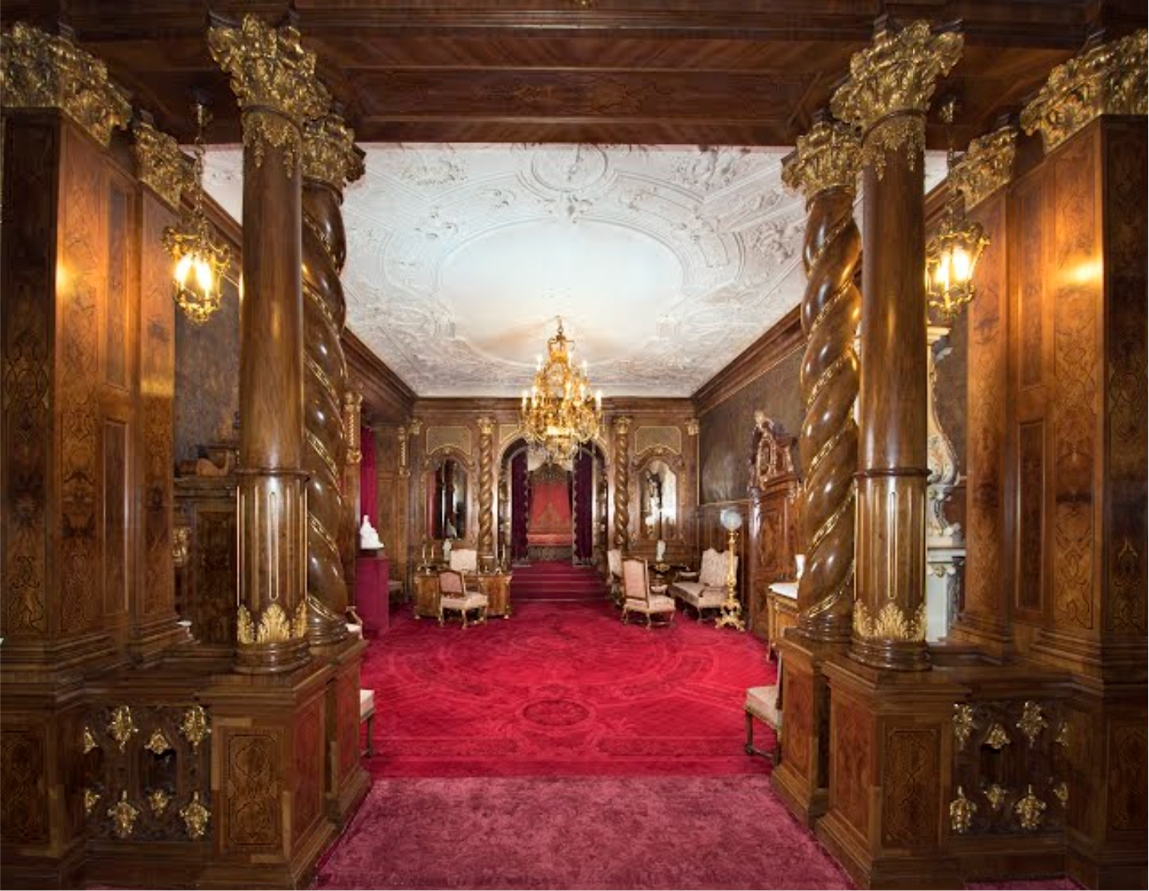
Suite Imperial
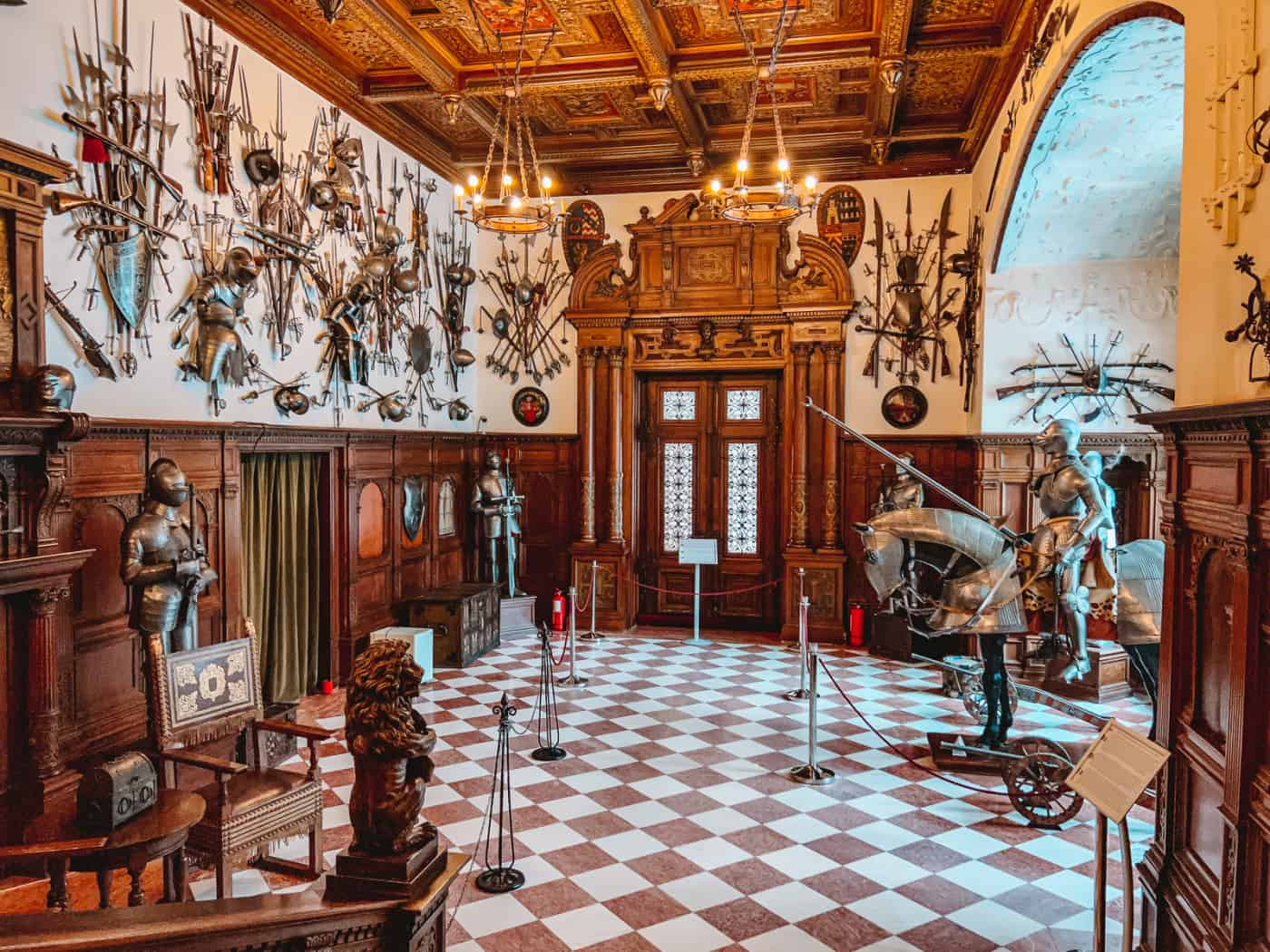
Sala de Armas Grande
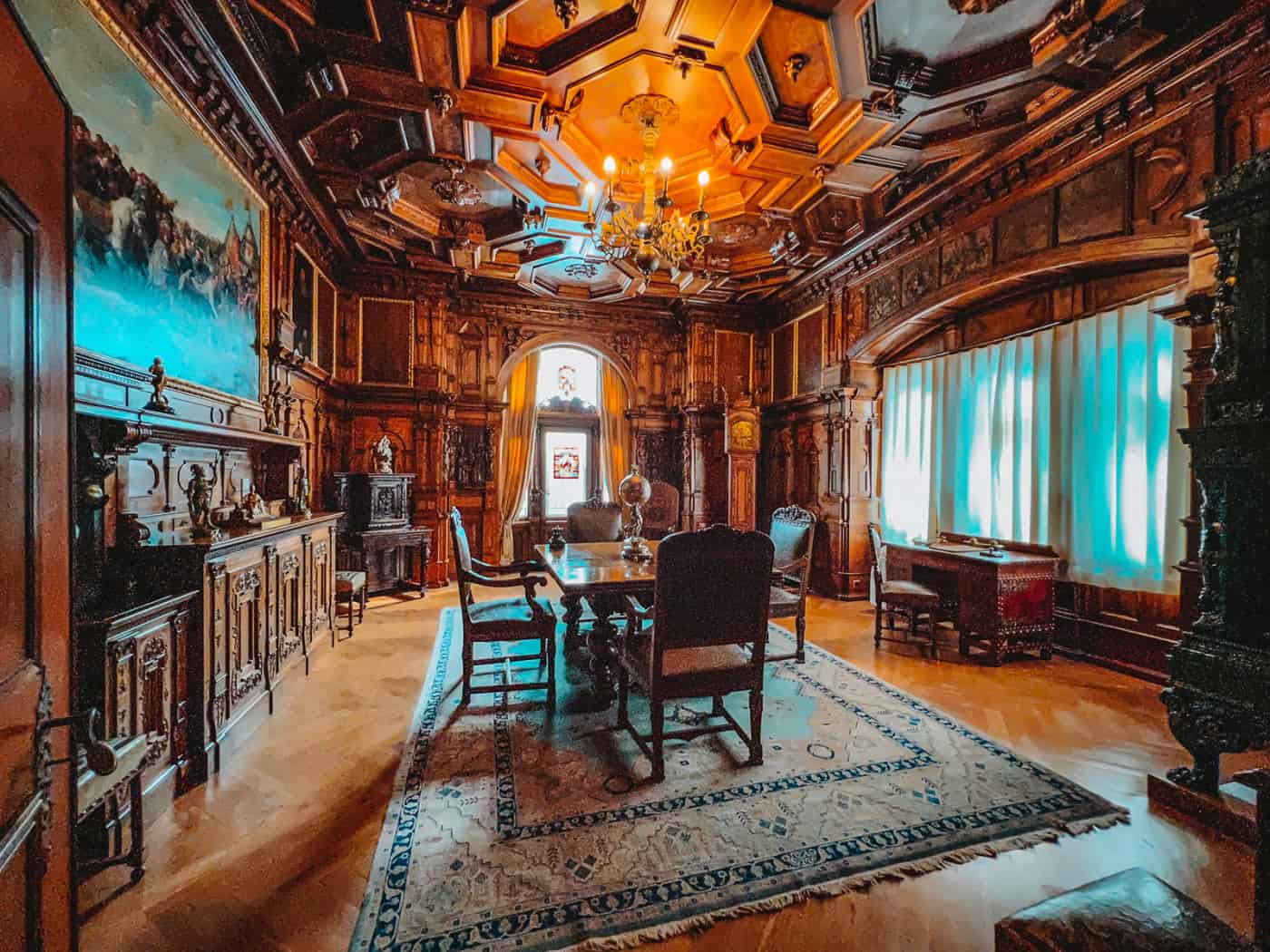
Sala de audiências
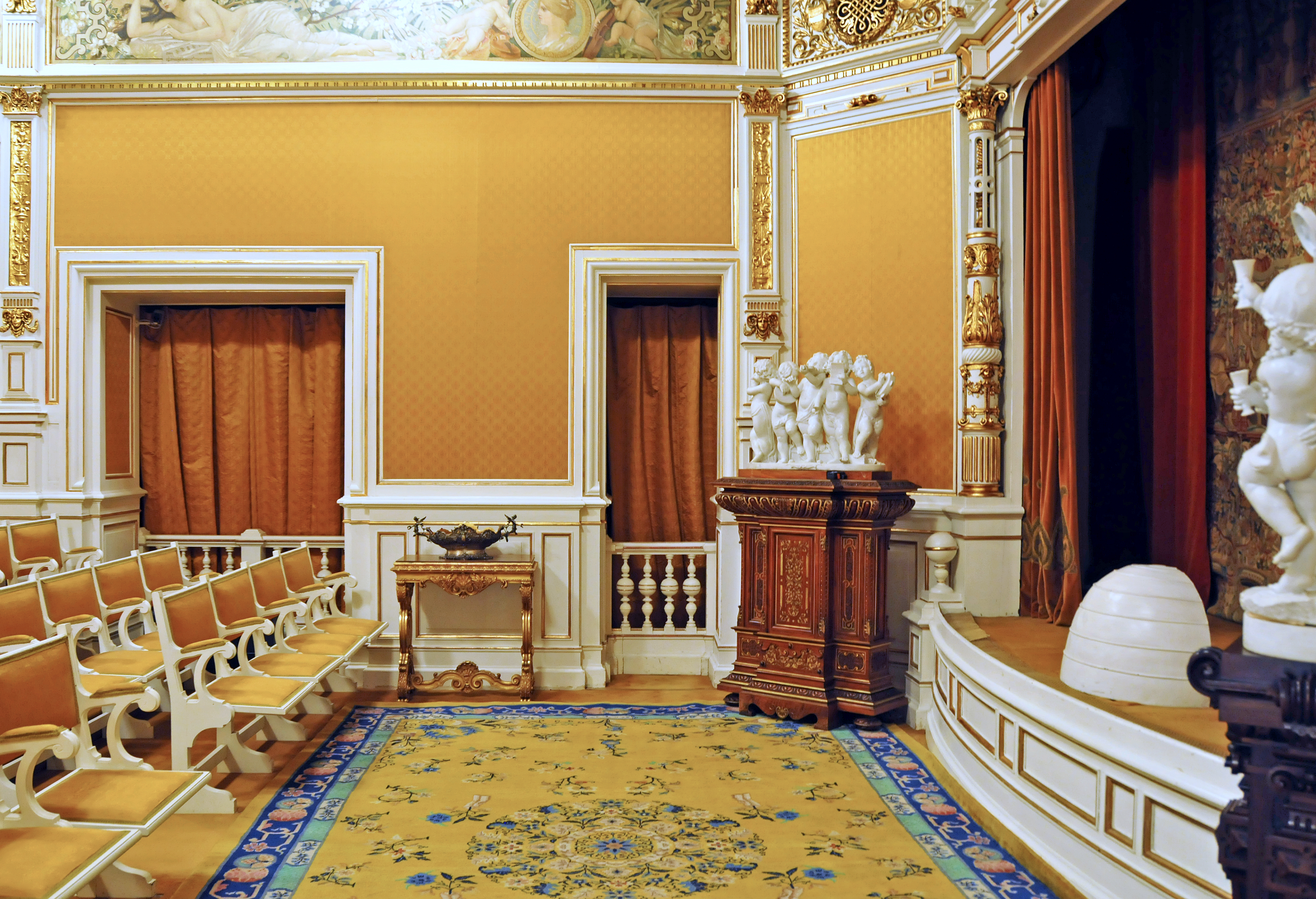
Sala de Teatro